# استفن دریسن
استفن دریسن (به انگلیسی: Steffen Driesen) (زادهٔ ۳۰ نوامبر ۱۹۸۱) شناگر اهل آلمان است.